# Gerhardsbrunn
Gerhardsbrunn est une municipalité de la Verbandsgemeinde Bruchmühlbach-Miesau, dans l'arrondissement de Kaiserslautern, en Rhénanie-Palatinat, dans l'ouest de l'Allemagne.

## Références

Localisation de Gerhardsbrunn dans la Verbandsgemeinde et dans l'arrondissement.